# Colette Roth-Brand
Colette Roth-Brand (n. 5 noiembrie 1967, Elveția) este o sportivă ce a reprezentat Elveția, medaliată olimpică. A participat la o ediție a Jocurilor Olimpice (1998) în care a câștigat o medalie de bronz.

## Participări
Lista de mai jos prezintă principalele competiții la care a participat Colette Roth-Brand de-a lungul carierei.
- freestyle skiing at the 1998 Winter Olympics – women's aerials[*]